# Silicat
Un silicat és un compost químic que conté un silici en forma d'anió. La gran majoria dels silicats són òxids, però s'inclouen els hexafluorosilicats ([SiF₆]2−) i altres anions. Els silicats, incloent els minerals silicats, consten d'anions de silicats la càrrega dels quals s'equilibra per diveros cations.
Els minerals silicats són minerals formats essencialment per grups tetraèdrics d'oxigen, un àtom a cada un dels quatre vèrtexs del tetraedre, i silici, un àtom al mig de cada tetraedre, tots units entre ells directament o bé per cations d'altres elements. Així, tots els minerals d'aquest grup estan compostos de silici i oxigen. En realitat es tracta de silicats de silici, SiO₄. Constitueixen més del 75% de l'escorça terrestre i els components més importants de les roques. En formen moltes, com ara el basalt, el granit i les argiles. La suma dels silicats i el quars fan el 95% de la part coneguda de l'escorça terrestre.
Alguns minerals del grup dels silicats són l'ortosa, el quars (SiO₂), la plagioclasa, la moscovita, la babingtonita, l'augita (CaMg[Si₂O₆]), el talc (Mg₃[(OH)₂ Si₄O10]), el feldespat (SiO₂ + Al₂O₃ + KNaO), l'actinolita o la danburita.

## Tipus de silicats
Segons la seva estructura, els subgrups existents dins dels silicats són els ortosilicats o nesosilicats (que inclouen minerals com l'olivina o el topazi), els ciclosilicats, els fil·losilicats, els inosilicats, els sorosilicats i els tectosilicats. Alguns silicats però, no entren a cap d'aquest cinc grups, és el cas, per exemple, de l'amiant i de l'esteatita.
De vegades també es classifiquen els silicats segons els elements que contenen. Per exemple, els aluminosilicats són els silicats (nesosilicats, concretament) dobles d'alumini i d'un altre metall.

## Formació
Es troben, en gran part, com a constituents de les roques eruptives, formades a temperatura i pressió elevades, generalment amb amplis marges de variació d'ambdues variables, amb estructures denses i mancades d'aigua.
A les condicions de formació de les roques metamòrfiques s'originen una sèrie de silicats, alguns d'ells amb estructures menys denses i amb hidroxils, com és el cas, per exemple, de les serpentines i el talc.
En canvi, a les roques sedimentàries no hi ha formació de silicats, sinó que només hi ha fases, d'estructures generalment en capes, de la seva transformació. Generalment estan barrejats amb una gran quantitat d'aigua, com és típicament el cas de les argiles.